# Van 't Zelfde
Van 't Zelfde is een van oorsprong Nederlandse achternaam.

## Oorsprong
De naam spreekt bij veel mensen nogal tot de verbeelding. Er wordt vaak geopperd dat de naam ontstaan is doordat familieleden na elkaar hun naam op moesten geven. Een mogelijkheid is dat een familielid simpelweg Van het Zelfde gezegd heeft, met de bedoeling dat het dezelfde naam betrof als zijn voorganger. Waarop de klerk vervolgens letterlijk noteerde wat de comparant gezegd had. Echter blijkt dat de naam van een huis of een landgoed komt dat Het Zelfde geheten heeft.

## Aantallen naamdragers

### Nederland
In Nederland kwam de naam in 2007 380 keer voor. De grootste concentratie woonde toen in Ridderkerk met 0,189% van de bevolking daar.

### België
In België kwam de naam in 2008 slechts 1 keer voor.

## Nederlandse personen
- Maelys van 't Zelfde, echte naam van actrice Maélys Morel
- Eric van 't Zelfde, auteur, rector en programmamaker